# Alexander Veliký (film)
Alexander Veliký (v anglickém originále Alexander) je americký historický film, který v roce 2004 natočil režisér Oliver Stone.
Film vypráví o životě a bojích makedonského vládce Alexandra Velikého.

## Ocenění
Film nesklidil mezi kritiky příliš pozitivních názorů a výsledkem bylo i několik nominací na Zlatou Malinu, včetně kategorií nejhorší film, nejhorší režisér, nejhorší herec v hlavní i vedlejší roli a nejhorší herečka.

## Obsazení
| Colin Farrell             | Alexandr          |
| Angelina Jolie            | Olympias          |
| Anthony Hopkins           | starý Ptolemaios  |
| Jared Leto                | Héfaistión        |
| Val Kilmer                | Filip             |
| David Bedella             | písař             |
| Jessie Kamm               | malý Alexandr     |
| Rosario Dawson            | Róxana            |
| Christopher Plummer       | Aristotelés       |
| Jonathan Rhys Meyers      | Kassandros        |
| Connor Paolo              | mladý Alexandr    |
| Patrick Carroll           | mladý Héfaistión  |
| Brian Blessed             | zápasnický učitel |
| Morgan Christopher Ferris | mladý Kassandros  |
| Robert Earley             | mladý Ptolemaios  |
| Alexander Gordon          | mladý Perdikkas   |
| Gary Stretch              | Kleitos           |
| John Kavanagh             | Parmenión         |
| Nick Dunning              | Attalus           |
| Marie Meyer               | Eurydiké          |